# Gliese 518
Gliese 518 è una stella posta a 26,87 anni luce circa, nella costellazione della Vergine leggermente a sud-ovest di ζ Virginis.
Si tratta di una nana bianca ed è caratterizzata da uno dei più elevati valori di moto proprio.